# Південна Україна

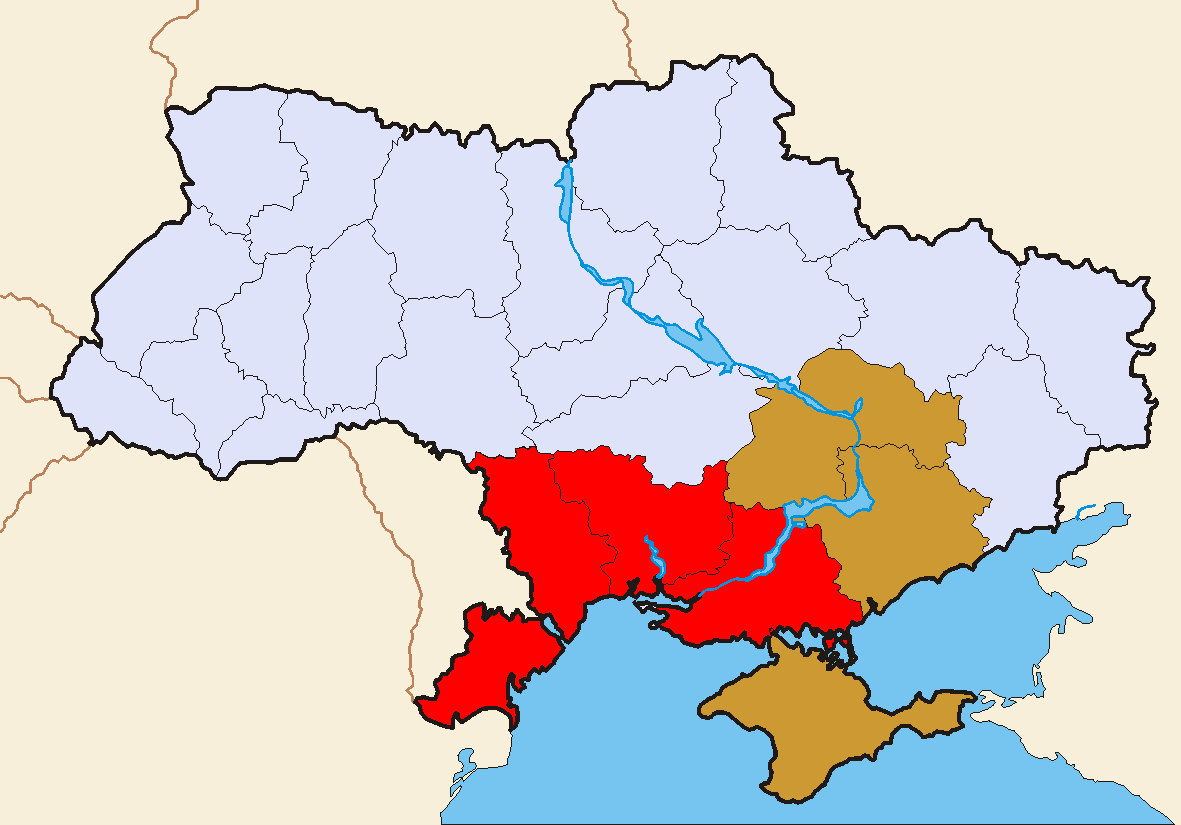
Області, які зараховують до півдня
України:
завжди
часто

Півде́нна Украї́на або Півде́нь Украї́ни — культурно-історичний регіон України, до складу якого входять Запорізька, південь та південний захід Дніпропетровської, Херсонська, Одеська та Миколаївська області, а також Автономна Республіка Крим (історична назва Таврія) та місто Севастополь.

## Склад

Карта-схема оборонних споруд південної України у XVIII столітті.

Містить: Запорізьку, частково Дніпропетровську, Херсонську, Одеську та Миколаївську області, Автономну Республіку Крим та Севастополь (історична назва Ак'яр).

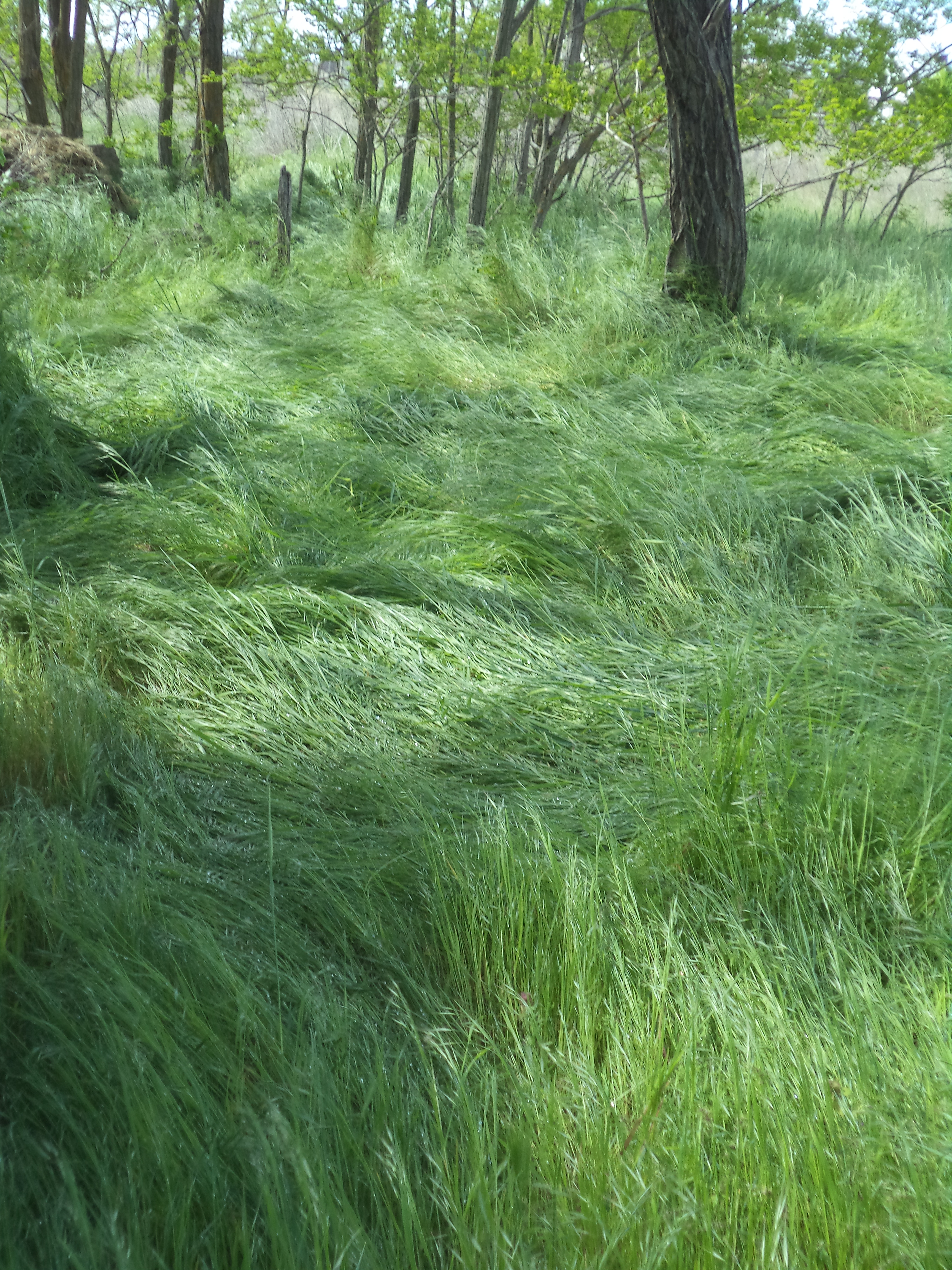
Зелене море Кінбурнської весни. Миколаївська область.

## Клімат
Клімат помірно континентальний, на півдні має помітні ознаки субтропічного. Степова зона виділяється найбільшими тепловими ресурсами і найменшою зволоженістю порівняно з іншими природними зонами країни, тому клімат степів найконтинентальніший з-поміж інших екотопів України. З найбільшими в Україні різницями температур між зимою і літом. Надходження тепла — 4100 МДж/м² на півночі до 5320 МДж/м² на півдні; річний тепловий баланс земної поверхні коливається від 1900 до 2210 МДж/м². Середня температура січня змінюється з південного заходу на північний схід від 0 до −6 °C; липня — від +20 до +24 °C. Літо довге, сонячне, спекотне, посушливе. Осінь тепла, у другій половині йдуть дощі. Зима коротка, м'яка, малосніжна. Весна настає рано. Через різке підвищення температури повітря, волога з ґрунту швидко випаровується.
Річна сума опадів зменшується від 450 до 300 мм, що є причиною маловодості річок, особливо влітку. Максимум опадів у першій половині літа. Сніговий покрив нестійкий, часті відлиги взимку. Сніг лежить лише в окремі роки 1—2 місяці. Випаровуваність вологи суттєво перевищує кількість опадів (900—1000 мм на рік), тому зволоження території скрізь недостатнє.

Рівнинність території степу, відкритість її холодним арктичним і жарким тропічним вітрам є причиною ранніх весняно-осінніх приморозків і суховіїв, небезпечних пилових бур («чорні бурі»), що руйнують та зносять родючий шар ґрунту. Особливо часті суховії в липні — серпні, часто зумовлюють посухи. Південноукраїнські степові вітри часто порівнюють з італійськими пекучими вітрами — сіроко. Український письменник Олесь Гончар яскраво описав один з таких суховіїв у романі «Таврія»: 
|  | Уже кілька днів свистів таврійський сироко; зблякнув степ, стемнів, пожух… Лопалася розпечена земля, лежала в таких тріщинах, що коні ламали ноги на ходу. Трава, вигораючи, згорталася й лягала на степ, збиваючись як повсть. Із цілинних земель гарячі вітри вже розносили по Таврії насіння тирси, найміцнішої трави із сімейства ковили. Здавалося, що з усієї степової рослинності тільки вона, тирса… зможе перенести люту спеку, вижити і продовжити себе в потомстві… Усе живе знемагало від немилосердної спеки. |

Річна сума температур, вищих за 10°, становить 2800—3600°. Тривалість вегетаційного періоду 210—245 днів.

## Демографічна ситуація

Українці в Україні за переписом 2001 року.

## Історія
Основу краю складає історично-географічний район Північне Причорномор'я.

### Княжа доба
Перші київські князі — Аскольд, Олег, Ігор, Ольга, Святослав і Володимир, не тільки отримали доступ до Чорного моря і змусили Візантію прийняти корисні для Русі торговельні умови, а й створили також сприятливі умови для колонізації Південної України. В кінці IX століття на руїнах грецької колонії Гермонасса виникло місто Тмутаракань, яке стало центром Тмутараканського князівства Київської Русі. У Південній Україні були також згадувані в «Повісті временних літ» міста: Олешшя над Дніпровським лиманом, важливий торговий центр; Пересічень імовірно між нижніми течіями річок Дністер і Прут та інші. Таким чином Київська Русь, досягнувши Чорного моря, дала, з одного боку, можливість проникнути на Південну Україну хліборобському населенню, з іншого — забезпечила русько-візантійську торгівлю і відкрила на Русь шлях візантійській культурі.

## Найбільші міста
- Бердянськ
- Запоріжжя
- Керч
- Кривий Ріг
- Маріуполь
- Мелітополь
- Миколаїв
- Нікополь
- Одеса
- Севастополь
- Сімферополь
- Херсон

## Географічні та економічні особливості
Крайня південна точка України та Криму — маяк на мисі Сарич у Криму має координати 44°23' пн. ш. і 33°44' сх. д.

## Загальноекономічна характеристика
Південна Україна займає Причорноморський економічний район держави Україна. До його складу входять АР Крим, Одеська, Миколаївська та Херсонська область області, Його площа — 113 тис.км² (18,8 % площі України ), населення — 6,8 млн осіб (14,4 % населення України).
У районі розвинене машинобудування, рекреаційний комплекс, багатогалузева харчова промисловість, високотоварне сільське господарство з високою часткою посівів зернових, садів, виноградників, тютюну та ефіроолійних культур. На район припадає 30 % виробництва ковальсько-пресового устаткування, 45,9 % консерв, 20 % хімічних добрив України. Тут сконцентровано до 90 % українського виробництва вин. Значним є вклад регіону у виробництво морських та річкових суден, кукурудзозбиральних комбайнів, тракторних плугів, металорізальних верстатів, електродвигунів.
Причорноморський соціально-економічний район має вихід до Чорного та Азовського морів, у цьому полягає своєрідність та унікальність його географічного положення.

## Земельні ресурси
Південна Україна — житниця України. Степи перетворені в зерновий пояс озимої пшениці і кукурудзи. Площі, зайняті зерновими культурами, займають майже половину від посівних площ району. Серед технічних культур провідне місце займають соняшник, ефіроолійні (коріандр, троянда, лаванда, шавлія та ін.), тютюн, цукрові буряки. Міжрайонне значення мають овоче-баштанні культури (помідори, перець солодкий, баклажани і кабачки, кавуни і дині). Овочівництво активно розвивається навколо міста-мільйонера Одеси, великих центрів консервної промисловості (Херсона і Ізмаїла) та на південному заході Криму. Баштанні продовольчі культури культивують повсюдно. Розвинуті сади та виноградники. Садівництво поширене на всій території Південної України, але особливо в АР Крим. У насадженнях домінують абрикоси, персики, черешня, вишня, слива, яблуня, груша, волоський горіх, мигдаль. Район посідає перше місце в Україні за насиченістю виноградниками (Крим та Одещина).
Основні галузі тваринництва — скотарство молочно-м'ясного і м'ясо-молочного напрямку, свинарство, вівчарство, птахівництво, бджільництво і шовківництво.

## Водні ресурси

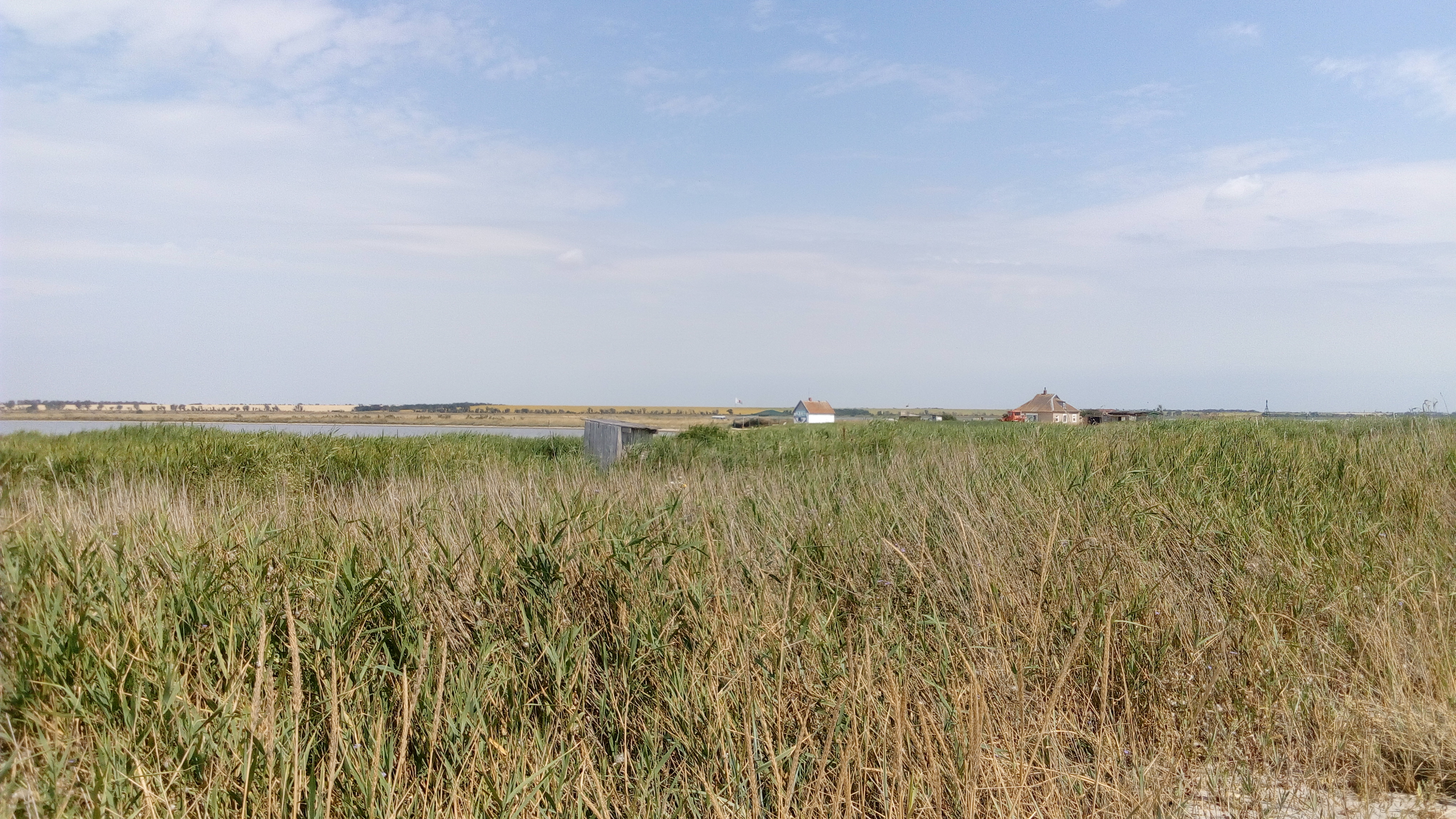
Вид з Обіточної коси на затоку

Річки:

- Дніпро
- Південний Буг
- Дністер
- Дунай

Лимани:

- Дністровський
- Тилігульський
- Молочний
- Куяльницький
- Хаджибейський
- Сасик

Озера:

- Ялпуг
- Кугурлуй
- Кагул
- Китай

Водосховища:
- Каховське (колишнє)

Канали:
- Північнокримський канал
- Каховський канал

## Інтернет-ресурси
- Дайджест аналітично-інформаційного журналу «Схід» 2001—2008 рр.
- Аналітично-інформаційний журнал «Схід» за 2009—2015 рр. на сайті Національної бібліотеки ім В.Вернадського

1. ↑  Спроби ТУМ Криму видати цей підручник через споріднені організації Галичини i Києва в 1992—1993 роках не дали результату. Для Донецька це було складніше, але саме тут було реалізовано масовий тираж підручника. Над першим донецьким варінтом книги «Чорноморська хвиля» (1994 р.) працювала газета «Східний часопис». У 1994 р. вийшло друком 1 000 прим. (пробний випуск). В «Східному часописі» до роботи над книгою було залучено журналіста i активного організатора Станіслава Бліднова‚ від Донецького ТУМ видання координував В.Білецький‚ який на той час був одночасно заступником редактора «Східного часопису»‚ що сприяло роботі над книгою. 2-е видання у 1995 р. (5000 прим.) підтримали шахтарі ВО «Макіїввугілля» (ген. директор Кузяра В.І). Друге донецьке видання цієї створено Українським культурологічним центром